# Темнова, Лариса Витальевна
Лариса Витальевна Темнова (род. 1964) — советский и российский учёный и педагог в области психологии и  социологии, доктор психологических наук (2001), профессор (2007). Лауреат Премии Правительства Российской Федерации в области образования (1999).

## Биография
Родилась 12 августа 1964 года в Москве.
С 1982 по 1987 год обучалась на педагогическом факультете Московского педагогического государственного института имени В. И. Ленина, который закончила с отличием.
С 1987 года — ассистент кафедры психологии Московского государственного заочного педагогического института.
С 1988 по 1991 год обучалась в аспирантуре при Институте психологии АН СССР и с 1991 по 1997 год — младший научный сотрудник этого института. С 1997 по 2007 год проректор по научной работе Московского государственного социального университета. С 2007 по 2009 год директор Издательского дома «АТИСО» при Академии труда и социальных отношений. С 2009 года на педагогической работе на Социологическом факультете МГУ — профессор кафедры истории и теории социологии, с 2015 года кафедры современной социологии и одновременно с 2009 по 2016 год — заведующий научно-исследовательской лаборатории информационно-образовательных технологий этого факультета.
В 1991 году Л. В. Темнова защитила диссертацию на соискание учёной степени кандидат психологических наук по теме: «Специфика мыслительного процесса решения нравственных задач», в 2001 году — доктор психологических наук по теме: «Личностно-профессиональное развитие психолога в системе высшего образования» при РАГС при Президенте РФ. В 1999 году приказом ВАК ей было присвоено учёное звание доцент по кафедре педагогики и психологии, в 2007 году — профессор по кафедре общей психологии.
Основная научная деятельность Л. В. Темновой была связана с вопросами в области системы вузовской подготовки социологов, конфликтологии, психологии управления и профессиональной деятельности. Ей было опубликовано около 124 научных и учебно-методических трудов, в том числе шести монографий и одиннадцати учебных пособий, ей было опубликовано около 56 статей в научных журналах и выполнено 13 научно-исследовательских работ.
26 августа 1999 года Постановлением Правительства России «за создание учебно-методического комплекта пособий и разработок по психолого-педагогическому образованию для высших учебных заведений» Л. В. Темнова была удостоена Премии Правительства Российской Федерации в области образования.

## Награды
- Премия Правительства Российской Федерации (1999)[4]